# Nososticta phoenissa
Nososticta phoenissa – gatunek ważki z rodziny pióronogowatych (Platycnemididae).